# Czeska Wieś
Czeska Wieś (deutsch: Böhmischdorf) ist ein Dorf in der Landgemeinde Olszanka (Alzenau) im Powiat Brzeski der Woiwodschaft Opole in Polen.

## Geographie
Czeska Wieś liegt rund sieben Kilometer südlich von Olszanka, 17 Kilometer südlich von Brzeg (Brieg) und 38 Kilometer nordwestlich von Opole (Oppeln) in der Schlesischen Tiefebene. Südlich verläuft die Autobahn A4. Durch den Ort führt die Woiwodschaftsstraße Droga wojewódzka 458. Nordwestlich liegt der Bahnhof Czeska Wieś an der Bahnstrecke Nysa–Brzeg.
Nachbarorte sind im Norden Pogorzela (Pogarell), im Osten Michałów (Michelau), im Südwesten Lipowa (Deutsch Leippe) und im Nordwesten Jankowice Wielkie (Groß Jenkwitz).

## Geschichte

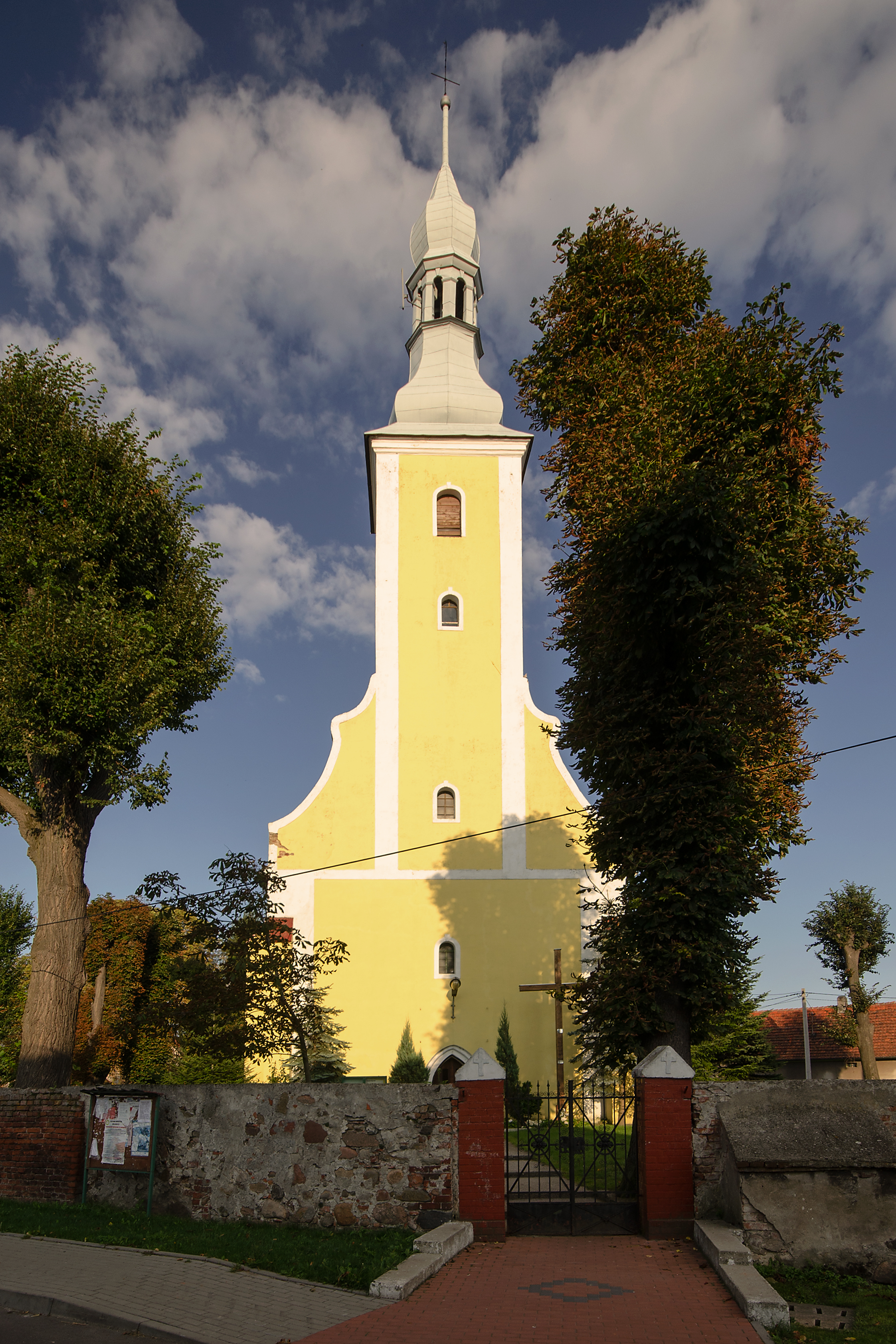
Herz-Jesu-Kirche

„Villa Bohemorum“ wurde erstmals im Jahr 1315 erwähnt und für das Jahr 1358 ist es als Bemischdorf belegt. Es gehörte zum Herzogtum Brieg, das sich 1320 als ein Lehen der Krone Böhmen unterstellte. Nach dem Tod des Herzogs Georg Wilhelm I., mit dem das Geschlecht der Schlesischen Piasten erlosch, fiel Böhmischdorf 1675 als erledigtes Lehen durch Heimfall an den böhmischen Landesherrn.
Nach dem Ersten Schlesischen Krieg 1742 fiel Böhmischdorf mit dem größten Teil Schlesiens an Preußen. Nach der Neuorganisation der Provinz Schlesien gehörte die Landgemeinde Böhmischdorf ab 1818 zum Landkreis Brieg, mit dem es bis 1945 verbunden blieb. 1845 bestanden im Dorf eine evangelische Kirche, eine evangelische Schule und weitere 114 Häuser. Im gleichen Jahr lebten in Böhmischdorf 547 Einwohner, davon 19 katholisch. 1874 wurde der Amtsbezirk Groß Jenkwitz gegründet, dem dem Landgemeinden Böhmischdorf und Groß Jenkwitz und der Gutsbezirk Groß Jenkwitz eingegliedert wurden. 1933 wurden in Böhmischdorf 545 Einwohner gezählt, 1939 waren es 523.
Als Folge des Zweiten Weltkriegs fiel Böhmischdorf 1945 mit dem größten Teil Schlesiens an Polen. Nachfolgend wurde es in Czeska Wieś umbenannt und der Woiwodschaft Schlesien angeschlossen. Die deutsche Bevölkerung wurde, soweit sie nicht vorher geflohen war, weitgehend vertrieben. Die neu angesiedelten Bewohner waren teilweise Zwangsumgesiedelte aus Ostpolen, das an die Sowjetunion gefallen war. 1950 wurde Czeska Wieś der Woiwodschaft Opole (Oppeln) zugewiesen. 1999 kam der Ort zum neu gegründeten Powiat Brzeski (Brzeg).

## Sehenswürdigkeiten
- Die Herz-Jesu-Kirche (polnisch Kościół Najświętszego Serca Pana Jezusa) ist eine gotische Backsteinkirche aus dem Beginn des 14. Jahrhunderts. Erstmals schriftlich erwähnt wurde sie 1310. Während der Reformation wurde das Kirchengebäude 1525 der protestantischen Gemeinde übergeben, mit der es bis zum Übergang an Polen 1945 verbunden blieb. 1718 wurde die Kirche umgebaut und zugleich der Kirchturm aufgestockt. 1864 erfolgte ein weiterer Umbau. Die Kirche mit rechteckigem Chor und Kreuzrippengewölbe erhielt an der Westseite einen Glockenturm mit gotischem Portal. Im Inneren befindet sich eine zweistöckige Empore sowie gotische Wandmalereien aus dem 15. Jahrhundert. Der barocke Hauptaltar entstand um 1700; die Kanzel stammt aus der zweiten Hälfte des 17. Jahrhunderts. Umgeben ist die Kirche von einer gotischen Steinmauer.[4] Die Kirche steht seit 1964 unter Denkmalschutz.[5]
- Wegekreuz

## Vereine
- Sportverein LZS STAR Czeska Wieś
- Freiwillige Feuerwehr OSP Czeska Wieś